# Casa de los Arias de Medina
La casa de los Arias de Medina, también conocida como la casa Julio Visconti, es un edificio de carácter histórico situado en el municipio español de Guadix, en la provincia de Granada. Fue levantada en el siglo XVI como una casa señorial, habiendo pasado por distintos propietarios desde entonces.

## Características
El edificio fue levantado en el siglo XVI y posee un estilo genuinamente castellano. Originalmente constituyó la residencia de los Arias de Medina, familia del regidor de Guadix en aquella época. En tiempos más recientes ha sido propiedad del pintor almeriense Julio Visconti Merino.
Se trata de un edificio de carácter sobrio. La fachada principal está realizada en ladrillo, con un balcón central en voladizo y repisa de forja con jabalcones. En el interior, la casa cuenta con dos plantas cuyas estancias se encuentran repartidas en torno a un patio central de tipo cuadrangular, creando galerías sustentadas en cuatro columnas esquineras de estilo corintio realizadas en piedra. Desde la planta baja se accede a los sótanos. En el patio de la casa se conserva el pozo con brocal de piedra.